# اریک لیتویت
اریک رابرتز لیتویت ((به انگلیسی: Eric Laithwaite)) (۱۴ ژوئن ۱۹۲۱ – ۲۷ نوامبر ۱۹۹۷) مهندس برق انگلیسی بود که به خاطر تلاش‌هایش در زمینهٔ موتورهای القایی خطی و به خصوص مگلو مشهور است. به وی لقب پدر مگلو را داده‌اند.
مبانی اولیه موتورهای خطی در سال ۱۸۹۵ کشف شد ولی تا سال ۱۹۴۷ وسایل عملی پیشرفتی نکردند.
در دههٔ ۱۹۵۰، وی شروع به بررسی کارکرد موتورهای القایی خطی در عمل کرد.
او پس از تحقیقاتش در امپریال کالج یک سخنرانی با موضوع «ماشین‌های الکتریکی آینده» برگزار کرد.

## افتخارات
- جایزه نیکولا تسلا از مؤسسه مهندسان برق و الکترونیک (IEEE)